# Hot Wheels: Velocity X
Hot Wheels: Velocity X est un jeu vidéo de course développé par Beyond Games et édité par THQ, sorti en 2002 sur Windows, GameCube, PlayStation 2 et Game Boy Advance.
Le jeu se nomme Hot Wheels: Velocity X - Maximum Justice sur PlayStation 2.

## Accueil
- GameSpot : 7,1/10 (PS2)[1] - 6,4/10 (GBA)[2]